# Isla del Castro
Isla del Castro är en ö i Spanien.   Den ligger i regionen Kantabrien, i den norra delen av landet, 300 km norr om huvudstaden Madrid.
Terrängen på Isla del Castro är varierad. Öns högsta punkt är 7 meter över havet. 